# Кубок Латвии по футболу 1996
Ку́бок Ла́твии по футбо́лу 1996 года — 55-й розыгрыш Кубка Латвии по футболу.

## 1/32 финала
| Дата | Хозяева             | Счёт         | Гости                 |
| ---- | ------------------- | ------------ | --------------------- |
|      | ВБФК (Рига)         | 1:1 (п. 3:4) | Дардедзе (Айзкраукле) |
|      | АСК/Фламинко (Рига) | 2:0          | Колонс (Резекне)      |

## 1/16 финала
| Дата | Хозяева                  | Счёт         | Гости                  |
| ---- | ------------------------ | ------------ | ---------------------- |
|      | Вецрига (Рига)           | 3:1          | Локомотив (Даугавпилс) |
|      | Латгале (Даугавпилс)     | −:+          | Даугава (Рига)         |
|      | Яуниба (Даугавпилс)      | −:+          | Валка                  |
|      | Екабпилс-Виде (Екабпилс) | 0:1          | Юрниекс (Рига)         |
|      | Вента (Вентспилс)        | 2:1          | Вайрогс (Резекне)      |
|      | Смилтене                 | 1:4          | Офрисс-Юниорс (Рига)   |
|      | Валмиера                 | 1:2 (д. в.)  | Сконто/Металс (Рига)   |
|      | Тукумс                   | −:+          | Старт (Броцены)        |
|      | Дардедзе (Айзкраукле)    | 2:2 (п. 4:5) | Лигнумс (Рига)         |
|      | Гауя (Валмиера)          | 1:3          | АВВ (Рига)             |
|      | Нафта (Вентспилс)        | 7:1          | Цериба (Прейли)        |
|      | АСК/Фламинко (Рига)      | 5:0          | Балву Вилки (Балви)    |

## 1/8 финала
| Дата       | Хозяева              | Счёт         | Гости                 |
| ---------- | -------------------- | ------------ | --------------------- |
|            | Вецрига (Рига)       | 1:1 (п. 5:6) | Даугава (Рига)        |
| 08.05.1996 | Валка                | 0:14         | Сконто (Рига)         |
|            | Юрниекс (Рига)       | 1:1 (п. 4:3) | Вента (Вентспилс)     |
|            | Офрисс-Юниорс (Рига) | 1:7          | Лиепая                |
|            | Сконто/Металс (Рига) | 0:1          | Старт (Броцены)       |
|            | Лигнумс (Рига)       | 0:4          | Динабург (Даугавпилс) |
|            | АВВ (Рига)           | 0:1          | Нафта (Вентспилс)     |
|            | АСК/Фламинко (Рига)  | 0:4          | РАФ (Рига)            |

## 1/4 финала
| Дата       | Хозяева           | Счёт        | Гости                 |
| ---------- | ----------------- | ----------- | --------------------- |
| 22.05.1996 | Даугава (Рига)    | 0:2         | Сконто (Рига)         |
|            | Юрниекс (Рига)    | 4:2 (д. в.) | Лиепая                |
|            | Старт (Броцены)   | 1:6         | Динабург (Даугавпилс) |
|            | Нафта (Вентспилс) | 1:3         | РАФ (Рига)            |

## 1/2 финала
| Дата       | Хозяева       | Счёт         | Гости                 |
| ---------- | ------------- | ------------ | --------------------- |
| 11.06.1996 | Сконто (Рига) | 8:0          | Юрниекс (Рига)        |
|            | РАФ (Рига)    | 0:0 (п. 4:3) | Динабург (Даугавпилс) |

## Финал
| Дата       | Хозяева    | Счёт        | Гости         |
| ---------- | ---------- | ----------- | ------------- |
| 18.06.1996 | РАФ (Рига) | 2:1 (д. в.) | Сконто (Рига) |

| 18 июня 1996                 | \| РАФ (Рига) \| 2:1 (0:0, 1:1) (д. в.) \| Сконто (Рига) \| \| Короткевич 54′ · Драгун 115′ \| Голы \| Землинский 57′ (пен.) \| | Стадион «Даугава», Рига Зрителей: 700 Судья: Владимир Директоренко (Рига) |
| РАФ (Рига)                   | 2:1 (0:0, 1:1) (д. в.) | Сконто (Рига)                                                             |
| Короткевич 54′ · Драгун 115′ | Голы | Землинский 57′ (пен.)                                                     |

| Обладатель Кубка Латвии 1996 |
| ---------------------------- |
| РАФ (Рига) 2-й титул         |